# Julidochromis marlieri
Julidochromis marlieri is een straalvinnige vissensoort uit de familie van de cichliden (Cichlidae). De soort komt voor in het Tanganyikameer. De wetenschappelijke naam van de soort is voor het eerst geldig gepubliceerd in 1956 door Max Poll.